# アーニャは、きっと来る
『アーニャは、きっと来る』（アーニャはきっとくる、Waiting for Anya）は、2020年のイギリス・ベルギーのドラマ映画。
監督はベン・クックソン、出演はノア・シュナップとトーマス・クレッチマンなど。
第二次世界大戦中、ナチス占領下のフランスの小さな村で起きた奇跡を描く。マイケル・モーパーゴ原作の同名小説の映画化。

## ストーリー
第二次世界大戦、ナチス占領下にあるフランス。ピレネー山脈の羊飼いの少年ジョーは、森で見慣れぬ男と知り合った。男の名はベンジャミン。村はずれに住むアリス婆さんの娘(故人)の夫だが、彼の存在は村人たちも知らない。ベンジャミンは、ナチスから逃れて来たユダヤ人だったのだ。
山さへ越えればスペイン領で、ナチスの手は及ばない。しかし、ベンジャミンはアリス婆さんの家から動かなかった。パリで生き別れた娘アーニャと、婆さんの家で落ち合う約束だったのだ。アーニャは必ず現れると固く信じているベンジャミン。
ベンジャミンは、幼いユダヤ人の少女レアを匿っていた。他にも、スペインに逃がすため、密かにユダヤの子供たちが送られて来た。しかし、平和な村にもついにドイツ軍が現れた。山の洞窟に潜伏したベンジャミンと子供たちのために、食料の買出しを手伝うジョー。
ナチスの隊長の中尉は冷酷な男だったが、兵士たちは気さくで、特に伍長には人間味があった。劣勢のドイツは首都ベルリンを連合国軍に空爆され、伍長の娘が亡くなったという。傷心の伍長の山歩きに付き合い、ユダヤ人のことは隠したまま友達になるジョー。
やがて、ジョーの家族や村の人々も、ユダヤ人の存在を知るに至った。ナチスに占領された村で、密かに進行する脱出計画。
羊の大移動の日。村人たちの協力で、ユダヤの子供たちは羊飼いに紛れ、無事にスペインに逃げ延びた。しかし、アーニャを待つベンジャミンと、彼を慕って離れないレアは居残り、ナチスに発見されてしまった。
列車で連行されるベンジャミンとレア。やがてドイツは敗北し、フランスは開放された。
一年後、平和が戻った村で、消息の知れないベンジャミンからの連絡を待つアリス婆さん。そんな村に、娘のアーニャが到着した。

## キャスト
- ジョー: ノア・シュナップ - 羊飼いの少年。
- ナチスの伍長: トーマス・クレッチマン
- ベンジャミン: フレデリック・シュミット（英語版） - アーニャの父親。ユダヤ人。
- ナチスの中尉: トーマス・レマルキス
- ジョーの母親: エルザ・ジルベルスタイン
- ジョーの父親: ジル・マリーニ（英語版） - 捕虜となっていたが帰還。
- アンリ: ジャン・レノ - ジョーの父方の祖父。
- アリス・オルカーダ: アンジェリカ・ヒューストン - ベンジャミンの亡妻の母。
- オダップ先生: ジョセフィーヌ・ドゥ・ラ・ボーム（英語版）
- マダム・ジョレ: サディ・フロスト
- 村長: ニコラス・ロウ（英語版）
- ナレーター: ジャン＝フランソワ・バルマー（英語版）

## 作品の評価
Rotten Tomatoesによれば、24件の評論のうち高評価は38%にあたる9件で、平均点は10点満点中5点となっている。